# Otto av Bamberg
Otto av Bamberg, död 30 juni 1139, var en tysk biskop och missionär.
Otto av Bamberg var bördig från Franken, hade 1090 utsetts till biktfader hos kejsar Henrik IV, och 1101 utsågs han till kansler över tysk-romerska riket. 1102 utsågs han av kejsaren till biskop i Bamberg, Bayern.
Som missionär i Pommern 1124-25 och 1128 omvände han befolkningen där till kristendomen. Han företog flera missionsresor till Nordmark, det tidigare Ostpreussen (det ursprungliga Preussen, då befolkat av slaviska stammar, se Preussen).
Efter sin död kanoniserades han 1189 av påven Clemens III. Han martyrium hågkoms den 2 juli.